# Borredá
Borredá  (en catalán: Borredà) es un municipio perteneciente a la comarca del Bergadá en la provincia catalana de Barcelona (España).

## Demografía
Borredá cuenta con una población de 419 habitantes (INE 2024).
| Gráfica de evolución demográfica de Borredá entre 1842 y 2021                                                         |
| |
| Población de derecho según los censos de población del INE. Población de hecho según los censos de población del INE. |

| 1900 | 1910 | 1920 | 1930 | 1940 | 1950 | 1960 | 1970 | 1981 | 1986 | 2008 |
| ---- | ---- | ---- | ---- | ---- | ---- | ---- | ---- | ---- | ---- | ---- |
| 837  | 863  | 955  | 1090 | 892  | 863  | 747  | 597  | 488  | 445  | 609  |

## Comunicaciones
El servicio de autobuses que unen esta población con Berga, Ripoll y demás poblaciones vecinas es concesión de la empresa Alsina Graells.

## Clima
De acuerdo a los datos de la tabla a continuación y a los criterios de la clasificación climática de Köppen modificada el clima de Borredá es oceánico de tipo Cfb.
| Parámetros climáticos promedio de Borredá en el periodo 1975-2002 | Parámetros climáticos promedio de Borredá en el periodo 1975-2002 | Parámetros climáticos promedio de Borredá en el periodo 1975-2002 | Parámetros climáticos promedio de Borredá en el periodo 1975-2002 | Parámetros climáticos promedio de Borredá en el periodo 1975-2002 | Parámetros climáticos promedio de Borredá en el periodo 1975-2002 | Parámetros climáticos promedio de Borredá en el periodo 1975-2002 | Parámetros climáticos promedio de Borredá en el periodo 1975-2002 | Parámetros climáticos promedio de Borredá en el periodo 1975-2002 | Parámetros climáticos promedio de Borredá en el periodo 1975-2002 | Parámetros climáticos promedio de Borredá en el periodo 1975-2002 | Parámetros climáticos promedio de Borredá en el periodo 1975-2002 | Parámetros climáticos promedio de Borredá en el periodo 1975-2002 | Parámetros climáticos promedio de Borredá en el periodo 1975-2002 |
| Mes | Ene.                                                              | Feb.                                                              | Mar.                                                              | Abr.                                                              | May.                                                              | Jun.                                                              | Jul.                                                              | Ago.                                                              | Sep.                                                              | Oct.                                                              | Nov.                                                              | Dic.                                                              | Anual                                                             |
| --- | ----------------------------------------------------------------- | ----------------------------------------------------------------- | ----------------------------------------------------------------- | ----------------------------------------------------------------- | ----------------------------------------------------------------- | ----------------------------------------------------------------- | ----------------------------------------------------------------- | ----------------------------------------------------------------- | ----------------------------------------------------------------- | ----------------------------------------------------------------- | ----------------------------------------------------------------- | ----------------------------------------------------------------- | ----------------------------------------------------------------- |
| Temp. media (°C) | 3.2                                                               | 4.3                                                               | 7.4                                                               | 9.0                                                               | 12.9                                                              | 17.1                                                              | 20.3                                                              | 20.1                                                              | 16.8                                                              | 11.9                                                              | 6.8                                                               | 3.9                                                               | 11.1                                                              |
| Precipitación total (mm) | 48.1                                                              | 31.6                                                              | 39.7                                                              | 75.6                                                              | 104.5                                                             | 87.5                                                              | 70.1                                                              | 111.4                                                             | 101.4                                                             | 80.4                                                              | 61.8                                                              | 54.5                                                              | 866.6                                                             |
| Fuente: Ministerio de Agricultura, Alimentación y Medio Ambiente. Datos de precipitación para el periodo 1975-2002 y de precipitación para el periodo 1976-2002 en Borredá. |                                                                   |                                                                   |                                                                   |                                                                   |                                                                   |                                                                   |                                                                   |                                                                   |                                                                   |                                                                   |                                                                   |                                                                   |                                                                   |

## Economía
Agricultura de secano, ganadería, industria textil y explotación forestal. Turismo rural.

## Historia
La Iglesia parroquial de Santa María fue una de las construcciones más antiguas (año 856 de nuestra era).
En Borredá nació en 1785 José Manso y Solà  héroe de la Guerra de la Independéncia. Una placa conmemorativa en la fachada de la Iglesia de Santa María lo conmemora. Es el hijo de la población que mayor transcendencia ha alcanzado hasta el momento.

## Lugares de interés
- Iglesia de Santa María de Borredá, de estilo románico.
- Iglesia de San Sadurní de Rotgers, de estilo románico.